# Thurau (Wendland)
Thurau im Wendland ist ein Ortsteil der Gemeinde Woltersdorf. Der Name des Dorfes geht zurück auf den polabischen Ausdruck für Auerochse.
Nördlich des Ortes verläuft der nach Westen hin abfließende Luciekanal. Am nahe gelegenen Thurauer Berg ist eine großartige Aussicht auf die umliegende Landschaft möglich. Dort findet sich auch der knapp 75 Meter hohe Thurauer Turm, der ehemalige Aufklärungsturm B der Bundeswehr, der den Ort aus mehreren Kilometern Entfernung lokalisierbar macht. Die auf dem Turm arbeitenden Soldaten der Luftwaffe und des Heeres waren in der Kaserne Neu Tramm untergebracht.
Am 1. Juli 1972 wurde Thurau in die Gemeinde Woltersdorf eingegliedert.